# Kosuke Ota
Kosuke Ota (n. 23 iulie 1987) este un fotbalist japonez  care evoluează pentru clubul din Eredivisie, Vitesse Arnhem.

## Statistici
| Japonia | Japonia | Japonia |
| An      | Meciuri | Goluri  |
| ------- | ------- | ------- |
| 2010    | 1       | 0       |
| 2011    | 0       | 0       |
| 2012    | 0       | 0       |
| 2013    | 0       | 0       |
| 2014    | 3       | 0       |
| 2015    |         |         |
| Total   | 4       | 0       |